# Seznam ministrů zahraničních věcí Ruska

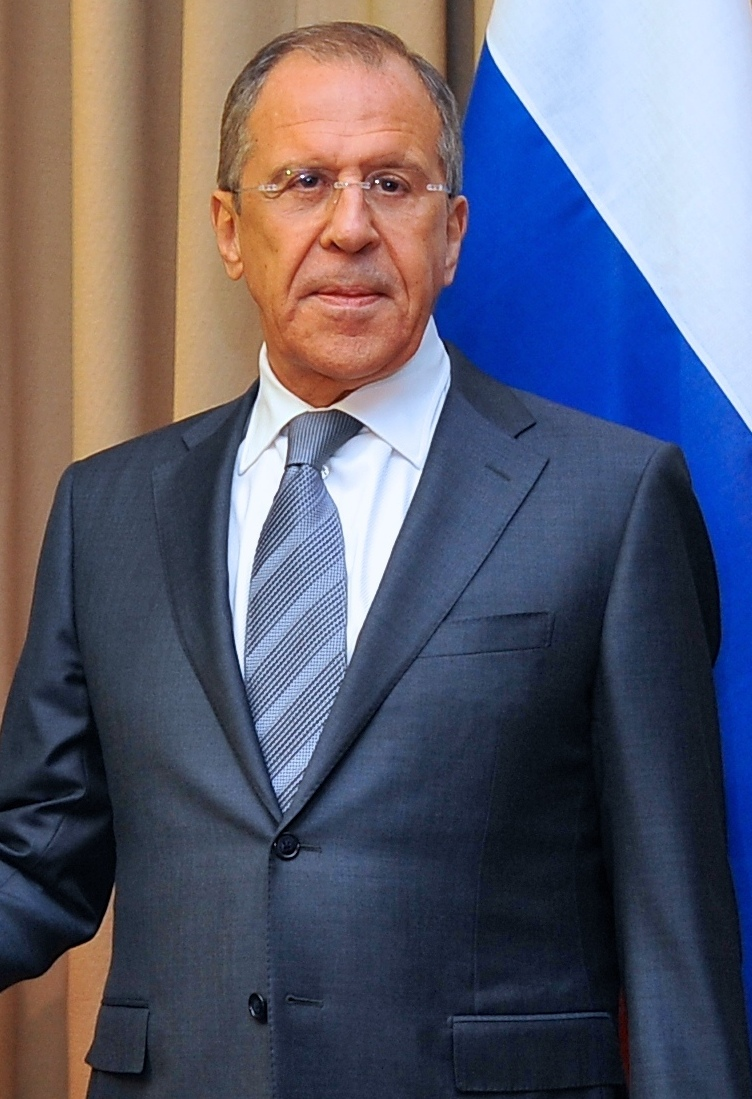
Sergej Lavrov

Seznam ministrů zahraničních věcí Ruska podává chronologický přehled všech ministrů zahraničních věcí Ruského impéria, Ruské republiky, Sovětského Ruska, Sovětského svazu a Ruské federace.

## Ministři zahraničních věcí Ruského impéria
1. Viktor Pavlovič Košubej (1801 – 1802)
2. Alexandr Romanovič Voroncov (1802 – 1804)
3. Adam Jerzy Czartoryski (1804 – 1806)
4. Andreas Eberhard von Budberg (1806 – 1807)
5. Nikolaj Petrovič Rumjancev (1808 – 1814)
6. Karl Robert Nesselrode (1814 – 1856)
  1. Joannis Kapodistrias (1816 – 1822) spoluministr s K. R. Nesselrodem
7. Alexandr Michajlovič Gorčakov (1856 – 1882)
8. Nicholas de Giers (1882 – 26. leden 1895)
9. Alexej Borisovič Lobanov-Rostovskij (březen 1895 – 30. srpen 1896)
10. Nikolaj Pavlovič Šiškin (1896 – 1897)
11. Michail Nikolajevič Muravjov (1897 – 1900)
12. Vladimir Nikolajevič Lamsdorf (21. červen 1900[1] – 1906)
13. Alexandr Petrovič Izvolskij (duben 1906 – 28. září 1910[2])
14. Sergej Dmitrijevič Sazonov (listopad 1910 – 20. červenec 1916[3])
15. Boris Vladimirovič Stürmer (červenec 1916 – 19. listopad 1916)
16. Nikolaj Nikolajevič Pokrovskij (30. listopad 1916 – únor 1917)

## Ministři zahraničních věcí Prozatímní vlády
1. Pavel Nikolajevič Miljukov (15. březen 1917 – 2. květen 1917)
2. Michail Ivanovič Těreščenko (5. květen 1917 – 26. října 1917)

## Lidoví komisaři zahraničních věcí Sovětského Ruska
1. Lev Davidovič Trockij (8. listopad 1917 – 13. březen 1918)
2. Georgij Vasiljevič Čičerin (30. květen 1918 – 30. prosinec 1922)

## Lidoví komisaři zahraničních věcí SSSR
1. Georgij Vasiljevič Čičerin (30. prosinec 1922 – 1930)
2. Maxim Maximovič Litvinov (20. červenec 1930[4] – 3. květen 1939)
3. Vjačeslav Michajlovič Molotov (4. květen 1939[5] – 1946)

## Ministři zahraničních věcí SSSR
1. Vjačeslav Michajlovič Molotov (1946 – 1949)
2. Andrej Januarjevič Vyšinskij (1949 – 1953)
3. Vjačeslav Michajlovič Molotov (1953 – 1. červen 1956)
4. Dmitrij Trofimovič Šepilov (1. červen 1956 – 1957)
5. Andrej Andrejevič Gromyko (14. únor 1957 – 2. červenec 1985[6])
6. Eduard Ševardnadze (2. červenec 1985[6] – 15. leden 1991)
7. Alexandr Alexandrovič Bessmertnych (1991)
8. Boris Dmitrijevič Pankin (1991)
9. Eduard Ševardnadze (19. listopad 1991 – 26. prosinec 1991)

### Ministři zahraničních věcí RSFSR
1. Michail Danilovič Jakovlev (14. duben 1959 – 5. září 1960)
2. Sergej Georgijevič Lapin (5. září 1960 – 20. leden 1962)
3. Michail Alexejevič Meňšikov (20. leden 1962 – 11. září 1968)
4. Alexej Alexejevič Rodionov (11. září 1968 – 7. květen 1971)
5. Fjodor Jegorovič Titov (7. květen 1971 – 28. květen 1982)
6. Vladimir Michajlovič Vinogradov (28. květen 1982 – 11. říjen 1990)
7. Andrej Vladimirovič Kozyrev (11. říjen 1990 – 26. prosinec 1991)

## Ministři zahraničních věcí Ruské federace
1. Andrej Vladimirovič Kozyrev (26. prosinec 1991 – leden 1996)
2. Jevgenij Primakov (leden 1996 – září 1998)
3. Igor Sergejevič Ivanov (11. září 1998 – březen 2004)
4. Sergej Viktorovič Lavrov (9. březen 2004 – současnost)